# Sándor Weöres
Sándor Weöres (Szombathely, 22 de junio de 1913 - Budapest, 22 de enero de 1989) fue un poeta, traductor literario y escritor húngaro.

## Familia, estudios
Su padre Sándor Weöres senior era oficial húsar, su madre Mária Blaskovich provenía de una familia de origen serbio de Nagyszeben.
En la escuela evangélica elemental de Pápa empieza sus estudios, más tarde, cuando sus progenitores deben abandonar la villa, los continúa en la escuela evangélica elemental de Csönge.
Aquí a causa de su mal estado de salud pronto se convierte en alumno libre, los cuatro primeros cursos los finaliza así.
Tras finalizar los estudios elementales, en 1924 se matricula en el instituto de Szombathely.
En esta época es pupilo del conocido lingüista, maestro, poeta y etnógrafo de Szombathely Ágoston Pável.
Con Pávél conserva su buena relación patriarcal en lo sucesivo.
Se traslada a Győr, donde como estudiante libre debe repetir el sexto curso.
El siguiente año ya continúa sus estudios como estudiante presencial.
Desde 1931 estudio en Sopron, donde en junio de 1932 termina el bachillerato.

## Actividad
En julio de 1928 el periódico Hír de Szombathely publica su primera novela (Egyszer régen), en otoño cuatro poemas aparecen en Erő. En 1929 la revista Napkelet también repara en sus poemas. Envía sus primeros poemas a Ernő Osvát, redactor de la revista Nyugat, quien los acoge favorablemente. En verano visita a Dezső Kosztolányi en la calle Logodi, y entra en contacto con Mihály Babits. A finales de 1931 envía varios poemas a Babits, quien imprime el titulado Hajnal en el número 15-16 de Nyugat, poema que Weöres en 1934 recoge en su primer tomo con el título de Cselédlányok. En invierno aparecen dos nuevos poemas (Jajgatás, Kicsinyesek) y hasta 1941, durante la existencia de la revista un total de 64. Tras el bachillerato trabaja en la hacienda paterna un año y medio. En otoño de 1933 viaja a Pécs y se matricula en la Universidad de Ciencia Erzsébet, primero en la facultad de derecho, después en la de filosofía (especialidad de geografía-historia), finalmente se diploma en filosofía-estética. Se incorpora al trabajo del Círculo Batsányi y de la Compañía Pannonius.
Aquí traba amistad con Gyula Takáts y Sándor Tatay. 
En el verano de 1935 viaja por el norte de Europa. A finales de 1933 surge la primera idea sobre la fundación de una revista. El título del periódico, haciendo referencia al símbolo de Pécs, es Öttorony ("Cinco torres"). Durante la redacción de la revista conoce y traba amistad con el profesor Lajos Fülep. Aunque su correspondencia tras 1949 decae, la amistad dura hasta la muerte de Fülep. El segundo volumen de Weöres A kő és az ember aparece en 1935.
En 1934 en la antología de Aurél Kárpáti titulada Új Magyar Líra Weöres ya se hace un hueco. En 1935 ve la luz la antología Korunk. Weöres no sólo con amigos transdanubianos Gyula Takáts y Győző Csorba cultiva una estrecha relación, sino con los residentes en Budapest István Vas y Zoltán Jékely, así como con el debrecino Tamás Kiss. Un viaje a Lejano Oriente cierra la época temprana de la carrera de Weöres.
El viaje es costeado con el premio Baumgarten. Weöres embarca en el puerto de Génova, atravesando Nápoles llega a Egipto, después navegando por aguas árabes e indias hasta Bombay, finalmente dejando atrás territorio indio y de la actual Sri Lanka, alcanza Singapur, Manila y Shanghái. Tras el viaje regresa a Pécs, a finales de 1938 aparece su tercer tomo A teremtés dicsérete.
El libro es editado por la Compañía Pannonius Janus dirigida por Pál Lovász.
El tema de la disertación es A vers születése ("El nacimiento del poema"). Weöres se doctora en 1938, y su trabajo es editado ese mismo año por la revista universitaria Pannónia. En 1940 crea una revista con el título Pécsi Szemle, que más tarde cambia a Sorsunk. 
El primer número de la revista redactada por Nándor Várkonyi aparece en abril de 1941.
Ya que no tiene ni la preparación ni la experiencia necesaria para este trabajo, una parte del año de prácticas lo pasa en la biblioteca de la Universidad de Pécs junto a Várkonyi, y el resto en la biblioteca de la Universidad de Ciencias Péter Pázmány. En la redacción sin embargo en 1941 surgen oposiciones (más bien de carácter estético y literario) Weöres y Győző Csorba se retiran "oficialmente” de la redacción. Por el tiempo de la compilación del segundo número vuelve la calma por un tiempo a la redacción. En la compilación hasta el verano de 1942 participan Weöres y también Győző, pero sus nombres no figuran en la portada. 
En junio de 1942 Weöres se retira definitivamente de la redacción de Sorsunk en 1942 sólo ocho números ven la luz (el último número aparece en abril de 1948). 
El poeta cambia Pécs por Budapest el otoño de 1943.
Su obra Bolond istók ya aparece en 1943 editada por la Ed. Egyetemi Nyomda.
En 1943 se hace colaborador de la Biblioteca Nacional Széchényi.
Tras el cierre de Nyugat en agosto de 1941, Weöres publica sus poemas aparte de en Sorsunk, principalmente en Magyar Csillag, en Válasz y más tarde en Diárium, fundado en 1913.
El quinto volumen de Weöres Meduza aparece en 1944.
La revista de Imre Kenyeres Diárium publica en dos números de 1944, dos buenas críticas sobre Meduza de las plumas de László Vajthó y Béla Hamvas.
El sexto volumen de Weöres A teljesség felé aparece en 1945.
El final de la guerra alcanza a Weöres en Csönge y el siguiente año lo pasa en la hacienda paterna, después trabaja brevemente como conservador del museo de Székesfehérvár, y actúa en la local Compañía Vörösmarty.
Cuando en 1946 Várkonyi relanza Sorsunk, en primavera organizan una semana festiva literaria en Pécs, a la que naturalmente Weöres es invitado.
En 1946 Weöres publica tres volúmenes de poesías, A szerelem ábécéje, Elysium y Gyümölcskosár.
En 1947 aparecen los volúmenes titulados A fogak tornáca y Testtelen nyáj, no sucedidos por ningún libro durante ocho años exceptuando la traducciones.
Ese año contrae matrimonio con la poetisa Amy Károlyin cuatro años mayor que él.
Su primer viaje les lleva a Roma.
A su vuelta de Italia trabaja en la biblioteca de la Academia de Ciencias de Hungría.
Aquí conoce a László Lator.
En 1958 aparece una antología de sus traducciones en la editorial Europa con el título A lélek idézése.
La pareja vive entonces en una vieja casa con balcón de la calle Törökvész, n.º 3/C.
El nuevo libro de Weöres sólo puede aparecer en 1955.
La editorial Ifjúsági Kiadó publica entonces por vez primera Bóbita ilustrado por Gyula Hincz.
A finales de 1956 puede aparecer A hallgatás tornya.
En 1959 con Amy Károlyi realiza dos largos viajes: en mayo una gira por China y en otoño un viaje a Grecia.
Tras rechazar la editorial Szépirodalmi Kiadó el manuscrito de Tűzkút, el Taller Húngaro de París edita el libro con una celeridad sorprendente, pero aun ese año aparece en Hungría al cuidado de la editorial Magvető Kiadó.
A principio de los años 60 llega con su esposa a Dubrovnik y en 1965 a Nueva York.
En julio de 1966 la pareja de poetas viaja por segunda vez a Londres, donde Weöres recita en una velada del Círculo Csombor Szepsi.
En 1970 traducido por Edwin Morgan aparece la primera antología inglesa de Weöres, a la que un año más tarde sigue otra en alemán, preparada por la editorial Suhrkamp titulada “Der von Ungarn”.
En 1967 ve la luz el libro de Weöres Hold és sárkány.
Con el dinero del Premio Kossuth funda el premio a la memoria de Béla Pásztor.
Este año aparecen por primera vez su obra completa en dos tomos, edición a la que seguirían en vida de Weöres nuevas, ampliadas ediciones, en 1975 ya en tres tomos.
El libro solo contiene los poemas y una parte de su prosa.
Falta el último tomo de poesía, el material de Kútbanéző.
En 1972 los Weöres se mudan a una casa con jardín en la cercana calle Muraköz, 10/A.
Este año aparece Psyche en tres ediciones.
En 1997 por vez primera aparece Három veréb hat szemmel al cuidado de la editorial Szépirodalmi.
La última gran actuación de Weöres es en 1980, cuando con Amy Károlyi, Ferenc Juhász y Ágnes Nemes Nagy declaman en el estudio londinense River Side.
En los años ochenta edita tres nuevos volúmenes de poesía.
En 1980 Ének a határban, en 1984 Posta messziről y Kútbanéző y en 1987 Elveszített eszmélettel.
El 22 de enero de 1989 fallece en Budapest.
El 9 de febrero es enterrado en Farkasrét.

## Obras

### Traducidas al castellano
- El reverso de la luz. Cuatro poetas húngaros, Ed. Orpheusz, Budapest, 2000. Antología de László Kálnoky; Ágnes Nemes Nagy ; János Pilinszky y Sándor Weöres,

### En húngaro
- Hideg van. Versek (Pécs, 1934)
- A kő és az ember. Versek (Pécs, 1935)
- A teremtés dicsérete. Versek (Pécs, 1938)
- A holdbeli csónakos (Budapest, 1941)
- Theomachia. Drámai költemény (Pécs, 1941)
- Bolond Istók (Budapest, 1943)
- Medúza. Versek (Budapest, 1944)
- A teljesség felé (Budapest, 1945)
- A szerelem ábécéje. Versek (Budapest, 1946)
- Elysium. Versek (Budapest, 1946)
- Gyümölcskosár (Budapest, 1946)
- A fogak tornáca (Budapest, 1947)
- Testtelen nyáj (Budapest, 1947)
- Bóbita (Budapest, 1955)
- A hallgatás tornya (Budapest, 1956)
- Tarka forgó. 120 vers az év 12 hónapjára (con Amy Károlyi, Budapest, 1958)
- Tűzkút (Budapest, 1964)
- Hold és sárkány. Két dráma (Budapest, 1967)
- Merülő Saturnus (Budapest, 1968)
- Zimzizim (Budapest, 1969)
- Télország (Ilustrado por Károly Reich, Budapest, 1972)
- Psyché. Egy hajdani költőnő írásai (Budapest, 1972)
- Ha a világ rigó lenne (Budapest, 1973)
- Tizenegy szimfónia (Budapest, 1973)
- ABC (Budapest, 1974)
- 111 vers (Budapest, 1974)
- Hetedhét ország (Junto con Károlyi Amy, Budapest, 1975)
- Áthallások (Budapest, 1976)
- Harmincöt vers (Budapest, 1978)
- Baranyai képek (Ilustrado por Ferenc Martyn, Budapest, 1979)
- Egysoros versek (Montaje de Szántó Tibor, Budapest, 1979)
- Ének a határtalanról (Budapest, 1980)
- Weöres Sándor kézírásos könyve (Budapest, 1981)
- Mahruh veszése (Békéscsaba, 1982)
- Színjátékok (Budapest, 1983)
- Posta messziről (Budapest, 1984)
- Magyar etűdök. Száz kis énekszöveg (Budapest, 1985)
- Kútbanéző (Budapest, 1987)
- Fairy spring. Freskók és stukkók egy vidám színházba (Budapest, 1988)
- A sebzett föld éneke (Budapest, 1989)

### Obra póstuma
Entre sus publicaciones póstumas:
- Szent Miklós (Budapest, 1992)
- Szó és kép (Budapest, 1993)
- Fantaisie orientale (Budapest, 1994)
- Priapos. Pajzán versek (Budapest, 2000)
- Octopus avagy Szent György és a Sárkány históriája. Tragikomédia öt felvonásban két részben (Budapest, 2002)
- Holdaskönyv (Ilustrado por Béla Pásztor, Budapest, 2004)

Antologías
- Egybegyűjtött írások I-II. (Budapest, 1970)
- Egybegyűjtött írások III. (Budapest, 1975)
- Válogatott versek (Budapest, 1976)
- Weöres Sándor legszebb versei (Bukarest, 1985)
- Eternal moment. Selected poems (Budapest, 1988, Traducción de Alan Dixon)
- Sok tünemény. Válogatott versek (Budapest, 1993)
- Weöres Sándor válogatott versei I-III. (Budapest, 1996)
- Egybegyűjtött írások. Versek, kisebb prózai írások (Budapest, 2003)

- Datos: Q444423
- Multimedia: Sándor Weöres / Q444423